# Pedro José Freile
Pedro José Freile Vallejo (Quito, 18 de enero de 1972) es un abogado, político y activista social ecuatoriano.

## Biografía
Pedro José Freile Vallejo nació en Quito el 18 de enero de 1972. Sus estudios primarios y secundarios los realizó en el colegio Alemán. En la secundaria fue presidente del consejo estudiantil y fue nadador del club El Batán y seleccionado nacional de natación. Licenciado en Ciencias Jurídicas y Sociales; y, Magister en Comunicación Política, habiendo estudiado en la Pontificia Universidad Católica del Ecuador (PUCE), en la Universidad Internacional SEK y en la Universidad Internacional del Ecuador (UIDE) en la cual se distinguió como mejor alumno de la universidad en su promoción. Durante sus años universitarios, fue miembro del Directorio de la Escuela de Derecho de la Pontificia Universidad Católica y cofundador del Movimiento Nuevo Acuerdo Estudiantil (NACE), representando a la universidad ante la Federación Internacional de Universidades Católicas.

### Carrera Profesional y Política
Trabajó mientras era estudiante en la firma Pérez, Bustamante y Pérez; y, en 1997 cofundó AFC&L Abogados, una empresa en la que fue director, presidente y gerente, manejando proyectos de infraestructura en los sectores público y privado. Teniendo una carrera en la contratación y financiamiento de proyectos de infraestructura, Freile ha participado como negociador en contratos de infraestructura por más de 5 mil millones de dólares en los sectores energía e infraestructura en Ecuador y en el extranjero, trabajando con empresas de Alemania, Francia, Canadá, Estados Unidos y la República Popular China, entre otros. Actualmente es abogado y consultor independiente. Es además conferencista de varias universidades en materia de economía y legislación; colabora con varios medios de comunicación dentro y fuera del Ecuador en materia de inversiones, energía, tributación y política.
Su incursión en la política comienza a mediados de la década de 2009, con una  participación inicial en un movimiento civil de centro político que no progresó denominado “El Bien”. Participó activamente en las protestas contra el régimen de turno en 2015 y pronto se posicionó como líder del colectivo "Quinto Poder", a través del cual motivó a la ciudadanía a involucrarse en política, mediante una escuela de formación política virtual. 
En 2017, el colectivo apoyó una candidatura presidencial que, aunque no alcanzó la victoria, siguió activo en el escenario político. En 2019, el "Quinto Poder" se consolidó como un movimiento político nacional, logrando el control de una organización política sin depender de recursos estatales (Acción Movilizadora Independiente Generando Oportunidades Lista 16). En las elecciones presidenciales de 2021, se presentó la primera candidatura presidencial de Freile y, sin utilizar el fondo electoral, logró un  quinto lugar entre 16 candidatos. Para las elecciones presidenciales de 2025, Pedro Freile es candidato del Partido SUMA.

## Proyectos Políticos
En 2023, presentó la "Alianza UIO (17-23)", un frente político que reunió a varios movimientos como Quinto Poder (QP), Acción Democrática Ecuatoriana (ADE), Sociedad Unida Más Acción (SUMA) y el Partido Socialista Ecuatoriano (PSE). Esta alianza promovió su candidatura a la Alcaldía de Quito, donde propuso soluciones basadas en principios republicanos y liberales, finalizando en un triple empate técnico dentro del margen de error junto al actual alcalde metropolitano Pabel Muñoz y el exalcalde metropolitano Jorge Yunda, ambos candidatos afines a la Revolución Ciudadana. En 2023, fue invitado a participar como candidato vicepresidencial de Jan Topić  con el Partido Social Cristiano (PSC). Fue invitado a participar como candidato presidencial de Sociedad Unida Más Acción (SUMA) en las elecciones presidenciales 2025, declinando su precandidatura en favor de Jan Topić antes del período de inscripciones, quien finalmente fue impugnado e inhabilitado por el Tribunal Contencioso Electoral, en un entorno de dudas relativas a presiones políticas sobre ese tribunal. Actualmente es candidato a la Asamblea Nacional por el Distrito 1 de la Provincia de Pichincha por Sociedad Unida Más Acción (SUMA) en las elecciones generales 2025. 
Activismo
Freile ha sido miembro, directivo y portavoz de varias organizaciones, como la Sociedad de Lucha Contra el Cáncer (SOLCA) y la Asociación Ecuatoriano-Alemana de Cultura y Educación. 
Idiomas y Membresías
Freile cuenta con dominio del español, inglés y alemán, y pertenece a varias instituciones gremiales como el Colegio de Abogados de Pichincha, el Foro de Abogados del Consejo de la Judicatura, la Asociación Iberoamericana de Derecho de la Energía y la Sociedad Ecuatoriana de Derecho Internacional. Además, participa activamente en conferencias sobre economía, legislación.